# Toni Kroos
Toni Kroos (sinh ngày 4 tháng 1 năm 1990) là một cựu cầu thủ bóng đá chuyên nghiệp người Đức từng thi đấu ở vị trí tiền vệ. Nổi tiếng nhờ nhãn quan chiến thuật tốt, khả năng chơi bóng sáng tạo, kỹ thuật chuyền bóng, tạt bóng siêu hạng và khả năng tạo cơ hội từ các tình huống đá phạt, anh được đánh giá là một trong những cầu thủ vĩ đại nhất mọi thời đại. Xuyên suốt 17 năm sự nghiệp của mình, Kroos là cầu thủ bóng đá Đức thành công nhất trong lịch sử bóng đá thế giới khi anh đã thu về 34 danh hiệu khác nhau, trong đó có sáu cúp UEFA Champions League và cúp vô địch FIFA World Cup 2014.
Kroos bắt đầu sự nghiệp câu lạc bộ của mình khi chơi cho Bayern Munich, nơi anh có trận ra mắt ở tuổi 17 vào năm 2007. Anh được cho mượn 18 tháng tại Bayer Leverkusen, nơi anh trở thành nhân tố quan trọng, và trở lại câu lạc bộ của mình vào năm 2010. Với Bayern, Kroos đã giành được hai chức vô địch quốc gia liên tiếp, một danh hiệu UEFA Champions League, hai danh hiệu DFB-Pokal và có ba lần được bầu chọn vào đội hình của mùa giải. Năm 2014, anh gia nhập Real Madrid với mức giá chuyển nhượng trị giá 25 triệu euro.
Tại Real Madrid, Kroos cùng với các đồng dội đã giành được mười ba danh hiệu, bao gồm hai chức vô địch La Liga và ba danh hiệu UEFA Champions League liên tiếp từ năm 2016 đến 2018, và đều được chọn vào đội hình của mùa giải, cũng như có ba lần được bầu chọn vào FIFPro World XI và đội hình của năm. Anh được bầu chọn là Cầu thủ xuất sắc nhất thế giới IFFHS năm 2014 và Cầu thủ xuất sắc nhất năm của Đức vào năm 2018.
Kroos đã giành được danh hiệu Cầu thủ xuất sắc nhất tại UEFA U-17 Euro 2006 và giành Quả bóng vàng tại FIFA U-17 World Cup 2017. Anh ra mắt đội tuyển Đức vào năm 2010 và đại diện cho đất nước tham dự bảy giải đấu lớn, gồm ba kỳ FIFA World Cup (2010, 2014 và 2018) và bốn kỳ UEFA Euro (2012, 2016, 2020 và 2024). Kroos đã giúp tuyển Đức vô địch FIFA World Cup 2014, nơi anh là cầu thủ kiến tạo hàng đầu và được bầu chọn vào đội hình toàn sao, đội hình trong mơ, và Cầu thủ xuất sắc nhất năm của Đức. Tại UEFA Euro 2016, anh được chọn vào đội hình tiêu biểu của giải. Kroos chính thức giã từ sự nghiệp thi đấu bóng đá vào năm 2024.

## Tiểu sử
Toni Kroos sinh ra tại Greifswald ở Đông Đức, ngày anh chào đời chỉ mới chưa đầy 2 tháng sau khi bức tường Berlin sụp đổ. Bố anh là ông Roland Kroos HLV của đội bóng U19 Hansa Rostock, mẹ là bà Birgit Kroos và là một vận động viên cầu lông có tiếng ở Đức. Trong một cái nôi gia đình có niềm đam mê thể thao như vậy, năm 7 tuổi Kroos đã được người cha đào tạo ở một đội bóng gần nhà. Nhưng vốn là một đứa trẻ nghịch ngợm và khó dạy bảo khi từ nhỏ đã được nuôi nấng như một hoàng tử, nên trong những buổi tập, anh sẵn sàng bỏ trốn và có thái độ chống đối huấn luyện viên hay là gây chuyện với những cầu thủ khác trong đội. Năm 2002, Kroos đã bị đuổi khỏi lò đào tạo mặc dù cha anh đã hết mức nhờ vả vị huấn luyện viên đó. Hướng nghiệp cho con theo sự nghiệp bóng đá, ông Roland Kroos đã quyết định đem anh tới Hansa Rostock nơi ông đang làm việc. Nhưng mọi chuyện cũng không có tiến triển, khi Kroos là một đứa trẻ lười biếng, mọi chuyện trở nên tồi tệ hơn khi anh làm ảnh hưởng đến công việc của cha mình. Trong sự nghiệp học tập của mình Kroos rất hay trốn học, gia đình anh hầu như đã bất lực nhưng nhờ sự xuất hiện của cô gái mang tên Jessica Farbe - hiện là vợ của Toni, đã làm anh rung động và quyết tâm thay đổi từ đó. Hai người đã hò hẹn suốt 8 năm và đã có cậu con trai đầu lòng là Leon. Họ chính thức tổ chức đám cưới vào tháng 6 năm 2015 nhưng diễn ra một cách bí mật. Đúng ngày 20 tháng 7 năm 2016, gia đình Kroos lại chào đón thêm một tiểu công chúa nữa, bé gái có tên là Amelie. Tiếp tục, vào ngày 26 tháng 3 năm 2019, Toni lại chào đón thêm một bé trai nữa tên là Fin Kroos.

## Sự nghiệp câu lạc bộ

#### Bayern München
Mùa giải năm 2007–08, Kroos ra sân thi đấu cho FC Bayern München và anh là người có 2 đường kiến tạo thành bàn góp công trong thắng lợi 5-0 trước Energie Cottbus. Anh trở thành cầu thủ trẻ tuổi nhất từng thi đấu cho câu lạc bộ ở độ tuổi 17. Ngày 25 tháng 10, là trận đấu đầu tiên của anh chơi trong đấu trường danh giá nhất Châu âu, UEFA Champion League, với một pha kiến tạo thành bàn giúp Bayern có chiến thắng nhọc nhằn với tỉ số 1-0 trước Sao Đỏ Beograd. Khép lại mùa giải đầu tiên chơi cho câu lạc bộ với 20 lần ra sân và 6 bàn thắng ghi được, anh là một tài năng đáng được chờ đợi khi mới 17 tuổi.

#### Bayer Leverkusen
Ngày 31 tháng 1 năm 2009, Kroos gia nhập Bayer Leverkusen dưới dạng hợp đồng cho mượn với thời gian 16 tháng.
Toni Kroos có trận đấu đầu tiên của mình cho Bayer Leverkusen trong trận thua 1-0 trước Hannover 96. Anh đã có bàn thắng đầu tiên ở Bundesliga trong chiến thắng 2-1 trước VfL Wolfsburg. Thi đấu khá thành công và thể hiện được vai trò trong lối chơi của đội bóng. Trong mùa giải 2008-2009, Kroos đã ra sân thi đấu 13 trận cho Leverkusen và ghi được 3 bàn thắng và 2 pha kiến tạo thành bàn.
Trong mùa giải 2009–10, Toni Kroos đã chiếm được một suất đá chính trong đội hình của Leverkusen. Tháng 12 năm 2009, anh nhận được giải thưởng "cầu thủ của tháng" do Kicker bầu chọn. Kết thúc mùa giải với 9 bàn thắng và 12 pha kiến tạo thành bàn sau 33 trận. Khép lại 2 mùa giải thi đấu tại đây theo dạng cho mượn của Toni Kroos, khá thành công với cá nhân anh.

#### Trở lại Bayern München
Mùa hè năm 2010, Toni Kroos trở lại thi đấu cho Bayern München khi hết hợp đồng cho mượn từ Leverkusen. Khi được phóng viên hỏi về cơ hội chiếm một suất đá chính trong đội hình thì Kroos đã nói "Tôi muốn chơi càng nhiều càng tốt, ai mà không muốn ra sân thi đấu và thể hiện tài năng của mình chứ ". Nhưng mùa giải này thật sự không thành công của hùm xám và cá nhân Kroos khi họ để Borussia Dortmund đánh bại cả hai trận lượt đi và về để lên ngôi vô địch, khiến Bayern trở thành cựu vương năm đó. Trên đấu trường Châu âu, UEFA Champion League họ đã phải dừng bước trước Inter Milan. Với kết quả này khiến cho Bayern có một mùa giải 2010-2011 trắng tay và huấn luyện viên Louis van Gaal đã phải chia tay đội bóng ngay sau đó.
Mùa giải 2011–12, huấn luyện viên Jupp Heynckes được lựa chọn để thay thế cho sự ra đi trước đó của huấn luyện viên Louis van Gaal, trước mùa giải mới câu lạc bộ đã có những bản hợp đồng chất lượng nhất là thủ môn Manuel Neuer từ Schalke 04. Nhưng cũng không thể thay đổi được cục diện như mùa giải năm ngoái, Hùm xám một lần nữa thất bại tệ tất cả các mặt trận, xếp sau Dortmund ở Bundesliga và thất bại trước chính đội bóng này trong trận thua muối mặt 5-2 ở chung kết cup quốc gia. Tại giải đấu danh giá nhất Châu âu UEFA Champions League, họ đã xuất sắc đánh bại Real Madrid trên chấm luân lưu để tiến vào trận chung kết với Chelsea. Nhưng trong một ngày kém duyên của các chân sút bên phía Hùm Xám đã khiến họ phải trả giá đắt trong loạt đá penalty đầy may rủi. Họ đã thất bại trước Chelsea, cầu thủ đã khiến Bayern phải ôm hận khi thực hiện thành công pha sút pen thành công đó là Didier Drogba. Khép lại một mùa giải trắng tay thứ hai của Toni Kroos và câu lạc bộ.
Mùa giải 2012–13, trở lại với câu lạc bộ từ đội tuyển quốc gia, Kroos đã chuẩn bị cho mùa giải mới, không thể chịu cảnh trắng tay như mùa giải trước, Bayern München đã bổ sung thêm những cái tên chất lượng trong đội hình và cái tên nổi bật nhất là Javi Martínez với cái giá 40 triệu euro, trở thành cầu thủ đắt giá nhất lịch sử CLB thời điểm đó. Khởi đầu một mùa giải tuyệt vời khi Hùm xám liên tục giành thắng lợi và họ nhanh chóng đứng đầu trong cuộc đua giành danh hiệu vô địch Bundesliga. Mùa giải này thật sự thành công đối với Kroos và câu lạc bộ khi họ tạo ra một cú ăn 3 lịch sử. Khi vô địch Bundesliga trước 6 vòng đấu, vượt qua Dortmund để giành chức vô địch UEFA và giành chiến thắng 3-2 trước VfB Stuttgart trong trận chung kết cúp quốc gia Đức. Sau những thành công với câu lạc bộ thì huấn luyện viên Jupp Heynckes đã nói lời chia tay đội bóng khi ông chính thức tuyên bố nghỉ hưu vì lý do sức khỏe, sau đó câu lạc bộ đã bổ nhiệm huấn luyện viên Pep Guardiola lên nắm quyền chỉ đạo câu lạc bộ.
Mùa giải 2013–14, bắt đầu mùa giải mới với những thành công rực rỡ ở mùa giải trước, Toni Kroos và đội bóng có khởi đầu rất tốt khi họ giành được chức vô địch Siêu cúp châu Âu. Ngày 4 tháng 10 anh ghi bàn thắng đầu tiên trong mùa giải với trận hòa 1-1 trước đội bóng cũ Bayer Leverkusen tại Bundesliga. Trong trận gặp Arsenal ở giải đấu UEFA Champion League, Toni Kroos đã ghi được bàn thắng thứ hai của mình cho câu lạc bộ ở mùa giải này trước chiến thắng 2-0. Dưới triều đại của huấn luyện viên Pep Guardiola, Kroos cùng Bayern München giành được hai danh hiệu, vô địch Cúp quốc gia Đức và Bundesliga. Họ thất bại tại bán kết trước Real Madrid trên đấu trường UEFA Champion League với tỉ số 0-5 sau hai lượt đi và về. Câu lạc bộ Real Madrid cũng là đội bóng đã lên ngôi vô địch sau đó khi họ chiến thắng đối thủ cùng thành phố Atlético Madrid với tỉ số 4-1. Sau khi mùa giải kết thúc Kroos đã lên tiếng muốn tìm một bến đỗ mới và chinh phục những thử thách cao hơn khi anh có một mùa giải khá thành công với Bayern München.

#### Real Madrid

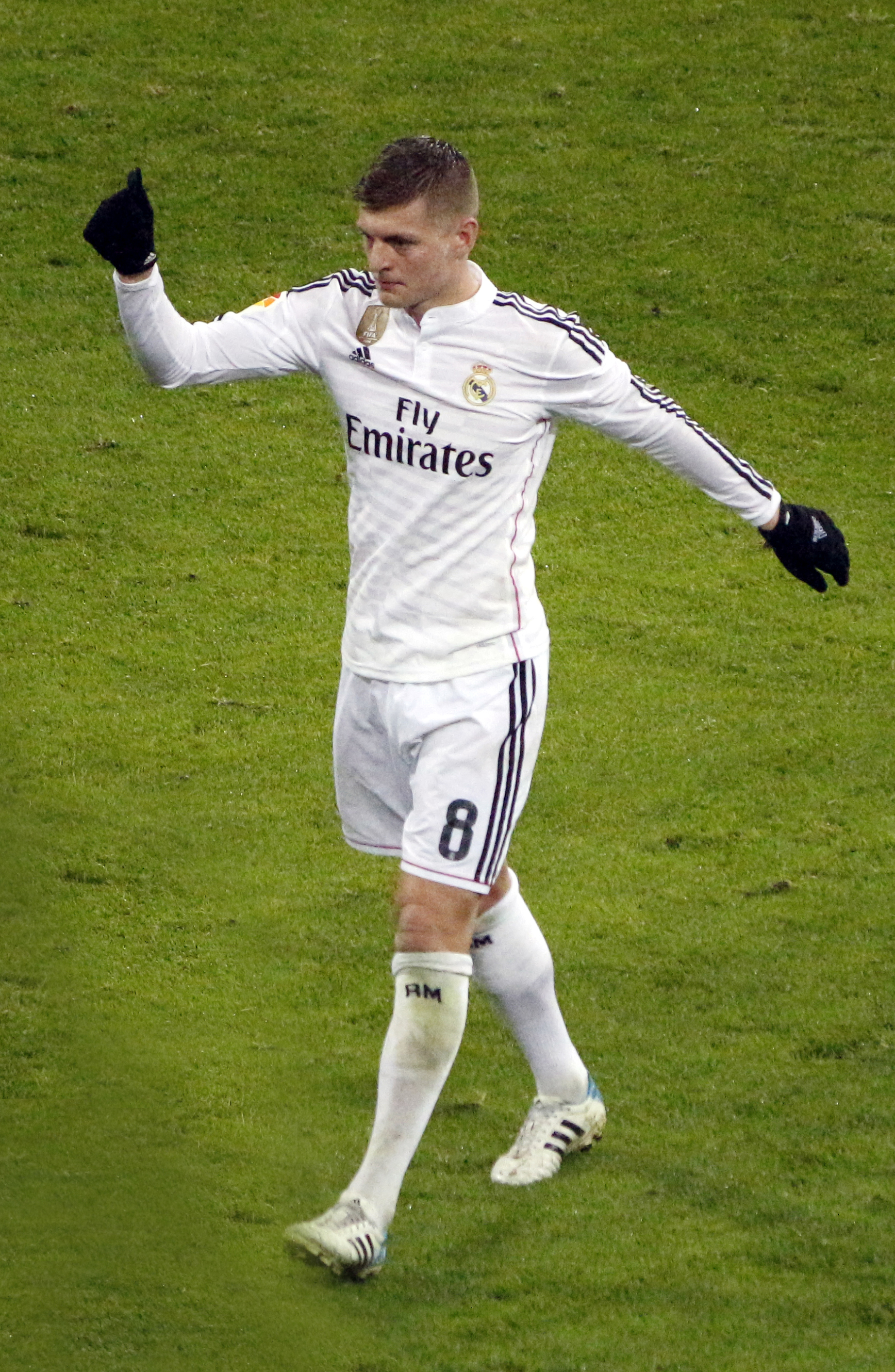
Kroos chơi cho Real Madrid năm 2015

Mùa giải 2014-2015, khép lại một mùa hè thành công cùng đội tuyển, Toni Kroos đã lên tiếng muốn ra đi và cùng lúc đó nhiều ông lớn như Manchester United và Real Madrid đều muốn sở hữu anh, nhưng Kroos đã chọn Real Madrid với giá trị chuyển nhượng quá hời là 25 triệu bảng do thời hạn hợp đồng của anh với Bayern sắp hết. Trong buổi lễ ra mắt các CĐV Real Madrid, Kroos đã được chào đón bởi 8.000 cổ động viên. Anh đã có trận đấu đầu tiên của mình trong trận tranh Siêu cup Châu Âu với Sevilla với chiến thắng 2-0 cho Real. Dưới thời huấn luyện viên Carlo Ancelotti, Kroos được xem như một quân bài mấu chốt trong đội hình của Real. Thi đấu nổi bật trong đội hình, một mùa giải mới đáng chờ đợi của Kroos ở phía trước, nhưng điều tồi tệ nhất của câu lạc bộ đã xảy ra khi họ thất bại trên tất cả các mặt trận và không giành được bất kì danh hiệu nào. Thất bại trong việc bảo vệ ngôi vương UEFA Champion League, phải dừng chân tại bán kết trước Juventus và không thể bảo vệ danh hiệu vô địch Cúp Nhà vua Tây Ban Nha. Họ để đại kình địch Barcelona vô địch La Liga, Cup Nhà Vua, và dành luôn chiếc cúp UEFA Champion League trong trận chung kết với Juventus, để tạo nên một cú ăn 3 lịch sử của đội bóng. Khép lại mùa giải đầu tiên của chơi cho Real Madrid không thành công.
Mùa giải 2015-2016, với một mùa giải trắng tay thì huấn luyện viên Carlo Ancelotti cũng bị sa thải ngay sau đó, Chủ tịch Florentino Perez đã ngay lập tức bổ nhiệm Rafa Benitez làm huấn luyện viên trưởng, dưới thời huấn luyện viên Benitez, Kroos chơi không thực sự hay như mùa đầu tiên, thậm chí là mờ nhạt hơn rất nhiều. Chỉ sau 7 tháng gắn bó, với thành tích không thực sự ấn tượng khi Real chỉ đứng thứ ba ở Laliga và để thua muối mặt ở trận Siêu kinh điển với Barca với tỉ số 4-0. Thêm vào đó, Benitez đã mắc phải một sai lầm không thể tha thứ khi sử dụng cầu thủ bị treo giò Denis Cheryshev cho trận đấu với Cadiz trong khuôn khổ cúp nhà Vua. Để rồi sau đó Real phải bị loại một cách tức tưởi, cộng thêm những mối bất hòa mới với các cầu thủ thì huấn luyện viên Rafa Benitez đã bị sa thải và lần này huấn luyện viên Zinedine Zidane được bổ nhiệm lên tiếp quản đội bóng. Tưởng chừng đây là một mùa giải bỏ đi và Kroos cùng cả đội sẽ phải làm lại từ đầu nhưng huấn luyện viên Zinedine Zidane đã đem lại sức sống mới cho Real Madrid. Ngay trong nửa cuối mùa giải dưới sự dẫn dắt của Zidane, Kroos trong màu áo Real Madrid đã có cho mình chức vô địch UEFA Champions League lần thứ 11 dưới sự ngỡ ngàng của tất cả mọi người. Và vẫn như vậy, Kroos được đánh giá là một nhân tố vô cùng quan trọng trong chức vô địch này. Ở Laliga, Real cũng chỉ phải chịu thua Barca ở vòng đấu cuối và về thứ hai kém Barca một điểm sau khi đã rút ngắn khoảng cách từ 9 điểm trước đó. Tỉ lệ chuyền bóng chính xác của anh ở tại La Liga mùa giải này là 93%, cao nhất giải đấu, xếp sau anh là người đồng đội Luka Modrić.

#### 2019–2021: Danh hiệu FIFA Club World Cup lần thứ năm

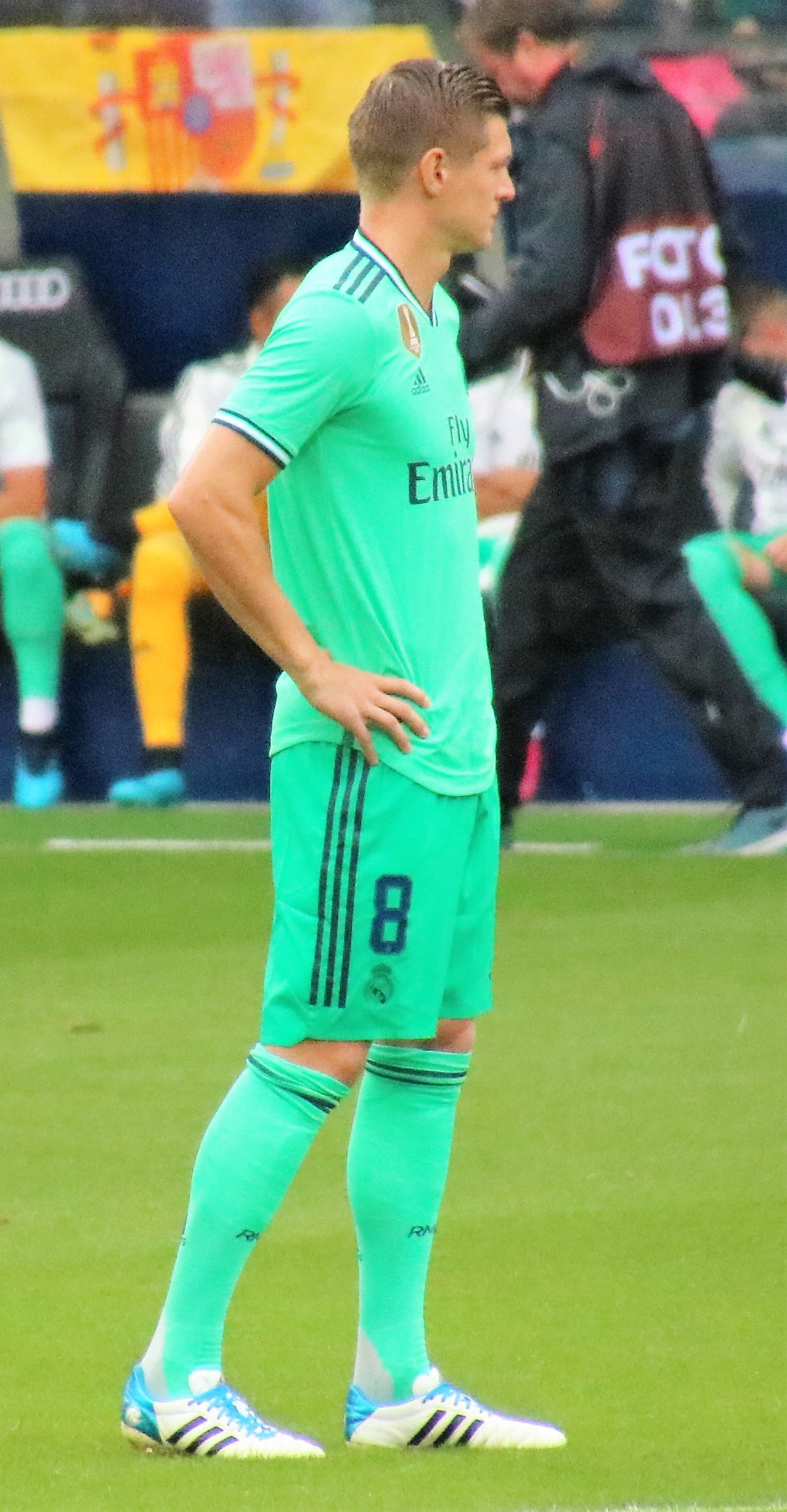
Kroos chơi cho Real Madrid năm 2019

Vào ngày 22 tháng 12 năm 2018, Kroos đã giành được kỷ lục thứ năm FIFA Club World Cup sau khi đội của anh đánh bại Al Ain FC với tỷ số 4–1 trong chung kết.
Vào ngày 17 tháng 8 năm 2019, Kroos đã ghi bàn cho chiến dịch trong trận mở màn mùa giải La Liga trước Celta Vigo tại Balaídos trong chiến thắng 3–1 bằng một cú sút xa. Vào ngày 22 tháng 10 năm 2019, anh ghi bàn thắng quyết định trong chiến thắng 1–0 trước Galatasaray trong lần thứ 100 tại Champions League.
Vào ngày 8 tháng 1 năm 2020, Kroos ghi bàn thắng đầu tiên Supercopa trực tiếp từ đá phạt góc vào lưới Valencia trong Siêu cúp bóng đá Tây Ban Nha ở Jeddah khi Los Blancos thắng 3–1. Ba ngày sau, Real Madrid giành chức vô địch Supercopa sau khi đánh bại đối thủ địa phương Atlético Madrid trên chấm phạt đền. Vào ngày 16 tháng 2, Kroos một lần nữa ghi bàn vào lưới Celta Vigo, lần này là tại Bernabeu trong trận hòa 2–2.
Vào ngày 16 tháng 6, khi La Liga khởi động lại sau ba tháng gián đoạn do đại dịch COVID-19, Kroos đã ghi bàn thắng chính thức đầu tiên cho Real Madrid tại Sân vận động Alfredo Di Stéfano chỉ trong bốn phút trong chiến thắng chung cuộc 3–1 trước Eibar. Một tháng sau, Real Madrid có chuỗi 10 trận thắng và giành chức vô địch La Liga 2019–20 với Kroos góp mặt trong tất cả 11 trận đấu sau lệnh phong tỏa. Vào ngày 8 tháng 8, mùa giải của Kroos kết thúc khi Manchester City loại Madrid ở Vòng 16 đội Champions League (tổng cộng 4–2). Mặc dù kết thúc mùa giải đáng thất vọng nhưng đây là mùa giải sung mãn nhất của Kroos trong màu áo Trắng khi ghi sáu bàn trên mọi đấu trường.

#### 2021–2024: Thêm danh hiệu và giải nghệ
Vào ngày 10 tháng 4 năm 2021, Kroos ghi bàn thắng đầu tiên El Clásico vào lưới Barcelona từ một quả đá phạt trực tiếp ở phút 28 tại Sân vận động Di Stefano, bàn thắng được chứng minh là người chiến thắng trong một trận đấu quan trọng. Chiến thắng 2–1 tại giải đấu đưa Los Blancos lên vị trí đầu bảng. Đây là bàn thắng từ quả đá phạt đầu tiên của Kroos cho Real Madrid chỉ sau lần thử thứ sáu của anh.
Vào ngày 10 tháng 8 năm 2022, Kroos bắt đầu mùa giải bằng chiến thắng thứ tư Siêu cúp bóng đá châu Âu trước Eintracht Frankfurt. Trận đấu này sẽ có ý nghĩa quan trọng vì đây là lần cuối cùng bộ ba nổi tiếng được người hâm mộ gọi là KCM (Kroos, Casemiro và Modrić) bắt đầu một trận đấu cùng nhau. Casemiro sẽ chuyển đến Manchester United một tuần sau đó. Vào ngày thi đấu đầu tiên của mùa giải UEFA Champions League 2022–23, Kroos đã nhận được giải Cầu thủ xuất sắc nhất trận của UEFA nhờ màn trình diễn trước Celtic tại Celtic Park. Vào ngày 11 tháng 9 năm 2022, Kroos đội trưởng Real Madrid lần đầu tiên giành chiến thắng 4–1 trên sân nhà trước Mallorca sau khi đội trưởng câu lạc bộ Karim Benzema bị loại bị thương và đội trưởng đội dự bị (Nacho và Luka Modrić) vào sân từ băng ghế dự bị. Vào ngày 30 tháng 10, Kroos nhận Thẻ đỏ đầu tiên trong sự nghiệp thi đấu chuyên nghiệp của mình trong trận hòa 1-1 trên sân nhà trước Girona sau khi anh nhận Thẻ vàng vì phạm lỗi với Aleix García.
Vào ngày 11 tháng 2 năm 2023, Kroos đã phá kỷ lục của chính mình khi giành được danh hiệu FIFA Club World Cup lần thứ sáu, một với Bayern Munich và năm với Real Madrid. Vào ngày 21 tháng 6 năm 2023, Kroos gia hạn hợp đồng với Real Madrid thêm một năm, giữ anh cho đến tháng 6 năm 2024.Vào ngày 3 tháng 10, Kroos có lần ra sân thứ 100 tại Champions League cho câu lạc bộ, bắt đầu từ chiến thắng 3–2 trên sân khách của Madrid trước Napoli.
Vào ngày 21 tháng 5 năm 2024 anh chính thức tuyên bố giải nghệ sau kỳ Euro 2024.

## Sự nghiệp quốc tế

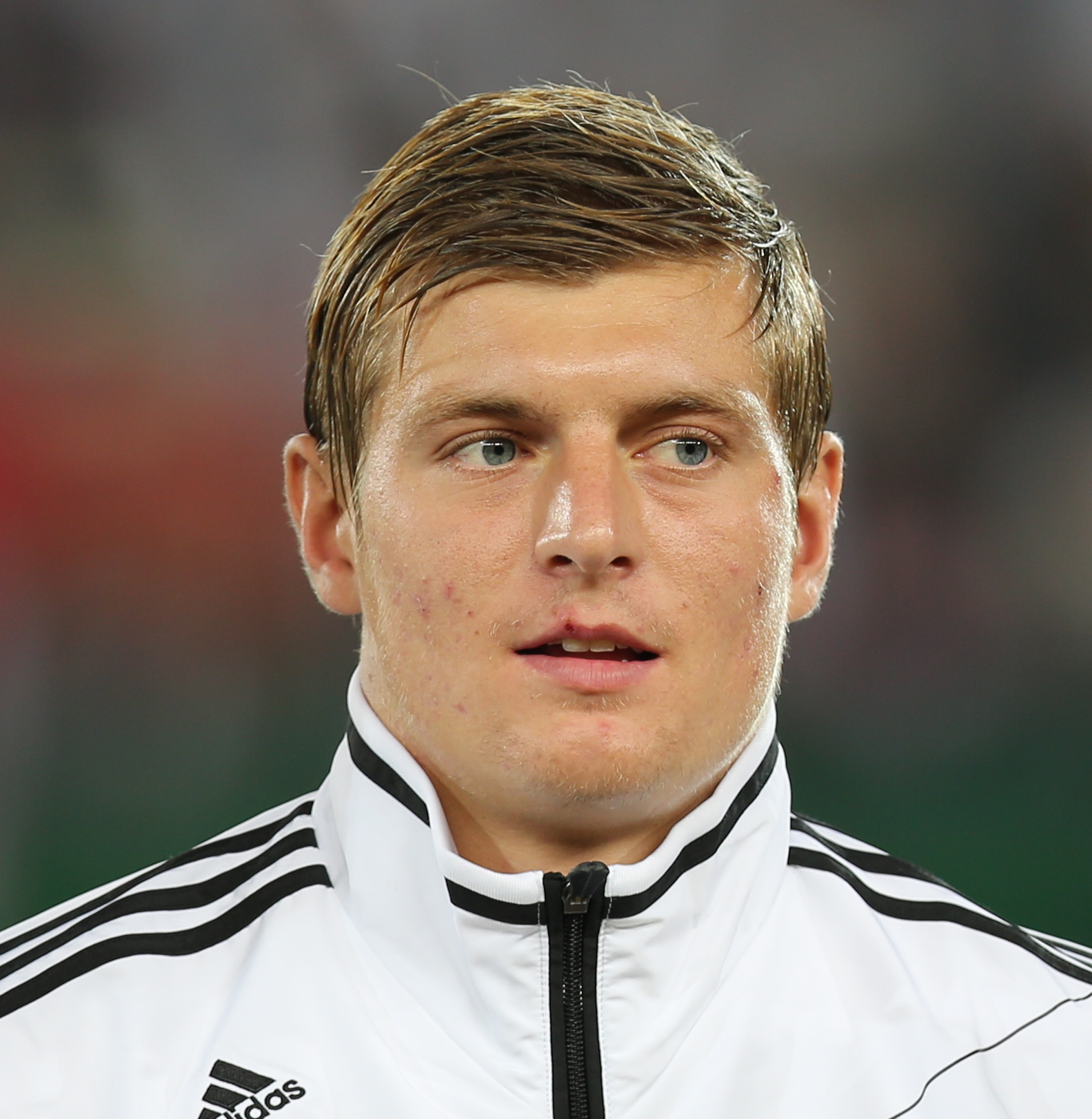
Kroos với đội tuyển Đức năm 2012

### World Cup 2010
World Cup 2010 là sự kiện đánh dấu sự nghiệp cầu thủ của Toni Kroos lần đầu tiên chơi cho đội tuyển quốc gia Đức. Kroos và đội tuyển chỉ lọt vào đến bán kết khi bị loại bởi Tây Ban Nha, đội bóng đã giành được chức vô địch năm đó. Kết thúc mùa World Cup trong chiến thắng 3-2 trước Uruguay và xếp hạng 3 chung cuộc.

### Euro 2012
Dưới sự dẫn dắt của huấn luyện viên Joachim Löw, Toni Kroos là cái tên được ông trọng dụng nhất trong đội hình. Thật tuyệt vời khi họ có một khởi đầu như mơ khi dễ dàng vượt qua vòng bảng. Trong trận tứ kết với đội tuyển Hy Lạp, Kroos đã đóng góp 1 bàn thắng và 1 kiến tạo thành bàn góp công lớn trong chiến thắng 4-2 ngày hôm đó. Nhưng trong trận bán kết gặp đội tuyển Italia thì đội bóng của anh đã phải dừng bước sau khi thất bại với tỉ số 2-1. Khép lại một kì Euro không mấy thành công với đội tuyển Đức của Toni Kroos.

### World Cup 2014
Đây là kỳ World Cup cực kỳ thành công của Toni Kroos khi anh cùng đồng đội đã giành chức vô địch với một chặng đường vô cùng thuyết phục. Không mất quá lâu để huấn luyện viên Joachim Löw nhận ra được tài năng của Kroos và biến anh trở thành một bộ động cơ hảo hạng trong chiếc xe tăng của đội tuyển Đức. Ngay trong trận đấu đầu tiên tại vòng bảng họ đã đánh bại đội tuyển Bồ Đào Nha với tỉ số 4-0, Kroos góp một kiến tạo trong trận đấu này. Vượt qua vòng bảng một cách xuất sắc và rồi đánh bại Algeria ở vòng loại 16 đội. Đồng thời giành chiến thắng ở tứ kết với tỉ số tối thiểu 1-0 nhưng ở bán kết, đối thủ của họ không ai khác chính là đội chủ nhà Brasil, lần này họ đã làm nên lịch sử khi giành chiến thắng với một tỉ số không tưởng là 7-1. Ở trận đấu này, Kroos ghi liền 2 bàn thắng và có 1 đường kiến tạo cho đồng đội mở tỉ số, sau trận đấu anh đã được FIFA bầu chọn là "Cầu thủ xuất sắc nhất trận", và cũng từ đây mọi người đã nhận ra chân giá trị của Kroos hơn bao giờ hết. Đội tuyển Đức hiên ngang bước vào trận chung kết gặp Argentina, trong trận chung kết hôm đó Kroos đã chơi rất hay nhưng trong một ngày những chân sút của hai bên đều bỏ lỡ cơ hội ngon ăn, khép lại 90p thi đấu chính thức với tỉ số 0-0. Tưởng chừng như trận đấu sẽ phải giải quyết trên chấm penalty nhưng Mario Götze đã ghi bàn thắng quyết định ấn định chiến thắng 1-0 và đội tuyển Đức đã vô địch World Cup năm 2014.

### Euro 2016
Kroos là một cái tên không thể thiếu trong đội hình chính và anh được coi là "bộ não" của đội tuyển Đức. Không có quá nhiều khó khăn đối với các nhà đương kim vô địch World Cup để vượt qua vòng bảng và vòng 1/8 mặc dù đội hình vắng nhiều trụ cột. Theo những con số thống kê thì tính đến hết các trận đấu ở vòng 1/8, Kroos chính là người có số đường chuyền nhiều nhất EURO với 444 đường chuyền, đạt tỷ lệ chính xác 92%. Ở tứ kết, mặc dù phải chạm trán với đối thủ nhiều duyên nợ là Italia nhưng Kroos và đồng đội đã may mắn giành chiến thắng trên chấm 11m. Bước vào bán kết đội tuyển Đức lại phải đối mặt với đội chủ nhà Pháp, đội bóng được đánh giá là một trong những ứng cử viên cho chức vô địch năm nay, đây là một đối thủ đáng gờm và mặc dù chơi hay hơn hẳn thì đội tuyển Đức vẫn phải ngậm ngùi chia tay trận chung kết với tỉ số 2-0. Dừng bước ở bán kết, Kroos và đồng đội lại lỗi hẹn với chức vô địch Châu Âu thêm một lần nữa.

### World Cup 2018
Tại giải đấu này, anh chỉ có được một bàn thắng trong trận thắng 2-1 trước Thụy Điển, tuy nhiên đội tuyển Đức đã trở thành nhà cựu vô địch sau khi để thua 0-2 trước Hàn Quốc.

### UEFA Nations League 2020–21
Ngày 13 tháng 10 năm 2020, Kroos chơi trận đấu thứ 100 cho đội tuyển Đức trong trận hoà 3-3 trước Thuỵ Sĩ tại bảng A UEFA Nations League 2020–21.

### Euro 2020
Ngày 19 tháng 5 năm 2021, Kroos được chọn vào đội hình của đội tuyển Đức tham dự Euro 2020. Ngày 29 tháng 6 năm 2021, sau khi đội tuyển Đức để thua 0-2 trước đội tuyển Anh tại vòng 1/8 Euro 2020, Toni Kroos chính thức giã từ đội tuyển quốc gia sau 11 năm gắn bó, tổng cộng anh đã thi đấu 106 trận và ghi được 17 bàn thắng.

### Euro 2024
Vào ngày 22 tháng 2 năm 2024, Kroos thông báo rằng anh sẽ trở lại đội tuyển quốc gia Đức sau khi được huấn luyện viên mới Julian Nagelsmann đề nghị làm điều đó. Vào tháng 3 năm 2024, anh được triệu tập vào kỳ chuyển nhượng tiếp theo.
Kroos đã ghi một pha kiến tạo trong bảy giây trong trận đấu quốc tế với Pháp vào ngày 23 tháng 3 năm 2024.
Sau kì UEFA Euro 2024 không thành công của đội tuyển Đức (thất bại trước Tây Ban Nha ở tứ kết với tỉ số 1-2), Toni Kroos chính thức kết thúc sự nghiệp thi đấu quốc tế sau 14 năm gắn bó, tổng cộng anh đã thi đấu 114 trận và ghi được 17 bàn thắng.

## Phong cách thi đấu
Nhà báo nổi tiếng người Anh, Jonathan Wilson, một chuyên gia nghiên cứu về chiến thuật và là tác giả của cuốn sách chiến thuật nổi tiếng: "Inverting the Pyramid" (Đảo ngược Kim Tự Tháp) từng mô tả Kroos là "nguyên mẫu" của tiền vệ tấn công thời hiện đại. Ở đội tuyển Đức, Kroos là nhân tố rất đặc biệt so với những hình mẫu tiền vệ từ giữa thập kỷ 90 đến nay, Kroos không chỉ công thủ giỏi mà chuyền bóng như đặt, đá phạt hay, kỹ thuật cá nhân hoàn hảo và điều tiết lối chơi xuất sắc. Tóm lại, Kroos giống như trạm luân chuyển bóng và người mở khóa cho mọi đường bóng tấn công của tuyển Đức. Đó là sự toàn năng không dễ bắt gặp ở các tiền vệ Đức, ngay cả tiền vệ toàn diện như Michael Ballack cũng không hội tụ được nhiều kỹ năng như anh, điển hình là ở khả năng phân phối bóng.
Giống như lời cha của Toni Kroos nói, anh là mẫu tiền vệ chỉ 20 năm mới xuất hiện một lần. Nếu nhìn lại lịch sử bóng đá Đức trong 20 năm qua (năm 1996 – 2016) và bỏ qua huyền thoại Lothar Matthaeus (người đã luống tuổi ở giai đoạn này) thì Toni Kroos là tiền vệ toàn năng nhất, xứng đáng là hình mẫu tiền vệ hiện đại theo triết lý mới của bóng đá Đức.
Ancelotti của Real Madrid đánh giá: "Kroos có thể làm được bất cứ điều gì bởi anh ấy là một cầu thủ rất thông minh, thứ mà theo tôi rất quan trọng trong bóng đá. Với tư cách là một cầu thủ, anh ấy có tất cả: nhãn quan chiến thuật, khả năng chuyền bóng ngắn, bóng dài...", "Cậu ấy luôn thi đấu bình tĩnh dưới bất cứ áp lực nào. Đó là cầu thủ rất quan trọng đối với đội bóng. Toni Kroos giữ được nhịp độ trận đấu, thực hiện những đường chuyền chính xác và không bao giờ để mất bóng".
Trầm tính, khôn ngoan, có tầm nhìn và sắc sảo là một vài từ để miêu tả về tiền vệ 28 tuổi này. Không nằm trong số những cầu thủ có giá trị cao nhất thế giới nhưng chỉ mới qua 2 mùa giải ở Real Madrid, Kroos ngày càng khẳng định vai trò và tầm ảnh hưởng của mình trong lối chơi.
Tất nhiên là không ồn ào và nổi bật như Ronaldo hay Gareth Bale, ở Kroos là sự thầm lặng, bền bỉ, trung thành. Qua 3 đời huấn luyện viên (Carlo Ancelotti, Rafa Benitez và hiện tại là Zidane) thì Kroos vẫn luôn là lựa chọn hàng đầu. Anh cùng Luka Modric tạo nên cặp tiền vệ trung tâm thi đấu bằng sự tinh tế và tầm nhìn chứ không phải sức mạnh.
Kroos là một nét uốn mềm mại cho lối chơi của Kền kền trắng, dù không theo kiểu của Raul hay Zidane trước đây. Những nét vẽ đơn giản, nhưng nếu tổng hợp lại những trận đấu mà tỉ lệ đường chuyền thành công trung bình mỗi trận tới hơn 90%, người ta hiểu vì sao Kroos quan trọng đến thế.
Cũng chính vì vậy vào ngày 12/10/2016, câu lạc bộ Real Madrid đã chính thức thông báo về việc gia hạn hợp đồng với tiền vệ Toni Kroos đến năm 2022, biến anh trở thành cầu thủ người Đức nhận lương cao nhất thế giới với 20 triệu euro/năm (tương đương 2.283 euro/giờ, 54.800 euro/ngày, 365.000 euro/tuần).
Những con số nói lên giá trị của Kroos ở Real Madrid, nhưng nếu không nói đến khía cạnh tài chính, thời hạn 6 năm khẳng định rõ ràng vai trò, tầm quan trọng mà tiền vệ người Đức đang có ở sân Bernabeu, cũng như chiến lược định hướng xây dựng một hình tượng tiêu biểu cho sự kiêu hãnh của đội bóng Hoàng gia Tây Ban Nha.

## Thống kê sự nghiệp

### Câu lạc bộ
| Câu lạc bộ              | Mùa giải            | Giải quốc nội       | Giải quốc nội | Giải quốc nội | Cúp  | Cúp | Châu lục | Châu lục | Khác1 | Khác1 | Tổng cộng | Tổng cộng | Ref.          |
| Câu lạc bộ              | Mùa giải            | Giải đấu            | Trận          | Bàn           | Trận | Bàn | Trận     | Bàn      | Trận  | Bàn   | Trận      | Bàn       | Ref.          |
| ----------------------- | ------------------- | ------------------- | ------------- | ------------- | ---- | --- | -------- | -------- | ----- | ----- | --------- | --------- | ------------- |
| Bayern München          | 2007–08             | Bundesliga          | 12            | 0             | 2    | 0   | 6        | 1        | —     | —     | 20        | 1         | [ 17 ]        |
| Bayern München          | 2008–09             | Bundesliga          | 7             | 0             | 1    | 1   | 1        | 0        | —     | —     | 9         | 1         | [ 18 ]        |
| Bayern München          | 2010–11             | Bundesliga          | 27            | 1             | 3    | 1   | 7        | 1        | —     | —     | 37        | 3         | [ 19 ]        |
| Bayern München          | 2011–12             | Bundesliga          | 31            | 4             | 6    | 1   | 14       | 2        | —     | —     | 51        | 7         | [ 20 ]        |
| Bayern München          | 2012–13             | Bundesliga          | 24            | 6             | 3    | 0   | 9        | 3        | 1     | 0     | 37        | 9         | [ 21 ] [ 22 ] |
| Bayern München          | 2013–14             | Bundesliga          | 29            | 2             | 6    | 1   | 12       | 1        | 4     | 0     | 51        | 4         | [ 23 ] [ 24 ] |
| Bayern München          | Tổng cộng           | Tổng cộng           | 130           | 13            | 21   | 4   | 49       | 8        | 5     | 0     | 205       | 25        | —             |
| Bayern München II       | 2007–08             | Regionalliga Süd    | 12            | 3             | —    | —   | —        | —        | —     | —     | 12        | 3         | [ 17 ]        |
| Bayern München II       | 2008–09             | 3. Liga             | 1             | 1             | —    | —   | —        | —        | —     | —     | 1         | 1         | [ 18 ]        |
| Bayern München II       | Tổng cộng           | Tổng cộng           | 13            | 4             | —    | —   | —        | —        | —     | —     | 13        | 4         | —             |
| Bayer Leverkusen (mượn) | 2008–09             | Bundesliga          | 10            | 1             | 3    | 0   | —        | —        | —     | —     | 13        | 1         | [ 18 ]        |
| Bayer Leverkusen (mượn) | 2009–10             | Bundesliga          | 33            | 9             | 2    | 0   | —        | —        | —     | —     | 35        | 9         | [ 25 ]        |
| Bayer Leverkusen (mượn) | Tổng cộng           | Tổng cộng           | 43            | 10            | 5    | 0   | —        | —        | —     | —     | 48        | 10        | —             |
| Real Madrid             | 2014–15             | La Liga             | 36            | 2             | 2    | 0   | 12       | 0        | 5     | 0     | 55        | 2         | [ 24 ]        |
| Real Madrid             | 2015–16             | La Liga             | 32            | 1             | 0    | 0   | 12       | 0        | —     | —     | 44        | 1         | [ 24 ]        |
| Real Madrid             | 2016–17             | La Liga             | 29            | 3             | 5    | 0   | 12       | 1        | 2     | 0     | 48        | 4         | [ 24 ]        |
| Real Madrid             | 2017–18             | La Liga             | 27            | 5             | 0    | 0   | 12       | 0        | 4     | 0     | 43        | 5         | [ 24 ]        |
| Real Madrid             | 2018–19             | La Liga             | 28            | 0             | 4    | 0   | 8        | 1        | 3     | 0     | 43        | 1         | [ 24 ]        |
| Real Madrid             | 2019–20             | La Liga             | 35            | 4             | 2    | 0   | 6        | 1        | 2     | 1     | 45        | 6         | [ 24 ]        |
| Real Madrid             | 2020–21             | La Liga             | 28            | 3             | 1    | 0   | 12       | 0        | 1     | 0     | 42        | 3         | [ 24 ]        |
| Real Madrid             | 2021–22             | La Liga             | 28            | 1             | 3    | 0   | 12       | 2        | 2     | 0     | 45        | 3         | [ 24 ]        |
| Real Madrid             | 2022–23             | La Liga             | 30            | 2             | 5    | 0   | 12       | 0        | 5     | 0     | 52        | 2         | [ 24 ]        |
| Real Madrid             | 2023–24             | La Liga             | 33            | 1             | 1    | 0   | 12       | 0        | 2     | 0     | 48        | 1         | [ 24 ]        |
| Real Madrid             | Tổng cộng           | Tổng cộng           | 306           | 22            | 23   | 0   | 110      | 5        | 26    | 1     | 465       | 28        | —             |
| Tổng cộng sự nghiệp     | Tổng cộng sự nghiệp | Tổng cộng sự nghiệp | 492           | 49            | 49   | 4   | 159      | 13       | 31    | 1     | 731       | 67        | —             |

- 1.^ Bao gồm Siêu cúp Đức, FIFA Club World Cup, UEFA Super Cup, và Siêu cúp Tây Ban Nha.

### Đội tuyển quốc gia
| Đội tuyển quốc gia | Năm       | Trận | Bàn |
| ------------------ | --------- | ---- | --- |
| Đức                |           |      |     |
| 2010               | 13        | 0    |     |
| 2011               | 11        | 2    |     |
| 2012               | 10        | 2    |     |
| 2013               | 7         | 1    |     |
| 2014               | 16        | 4    |     |
| 2015               | 5         | 0    |     |
| 2016               | 12        | 3    |     |
| 2017               | 6         | 0    |     |
| 2018               | 11        | 2    |     |
| 2019               | 5         | 3    |     |
| 2020               | 5         | 0    |     |
| 2021               | 5         | 0    |     |
| 2022               | 0         | 0    |     |
| 2023               | 0         | 0    |     |
| 2024               | 7         | 0    |     |
| Tổng cộng          | Tổng cộng | 113  | 17  |

### Bàn thắng quốc tế
| #   | Ngày                 | Địa điểm                                                  | Đối thủ          | Bàn thắng | Kết quả | Giải đấu                    |
| --- | -------------------- | --------------------------------------------------------- | ---------------- | --------- | ------- | --------------------------- |
| 1.  | 6 tháng 9 năm 2011   | Sân vận động Gdańsk, Gdańsk, Ba Lan                       | Ba Lan           | 1–1       | 2–2     | Giao hữu                    |
| 2.  | 11 tháng 11 năm 2011 | Khu liên hợp thể thao quốc gia Olimpiyskiy, Kiev, Ukraina | Ukraina          | 1–2       | 3–3     | Giao hữu                    |
| 3.  | 12 tháng 10 năm 2012 | Sân vận động Aviva, Dublin, Ireland                       | Cộng hòa Ireland | 5–0       | 6–1     | Vòng loại World Cup 2014    |
| 4.  | 12 tháng 10 năm 2012 | Sân vận động Aviva, Dublin, Ireland                       | Cộng hòa Ireland | 6–0       | 6–1     | Vòng loại World Cup 2014    |
| 5.  | 6 tháng 9 năm 2013   | Allianz Arena, München, Đức                               | Áo               | 2–0       | 3–0     | Vòng loại World Cup 2014    |
| 6.  | 8 tháng 7 năm 2014   | Mineirão, Belo Horizonte, Brasil                          | Brasil           | 3–0       | 7–1     | World Cup 2014              |
| 7.  | 8 tháng 7 năm 2014   | Mineirão, Belo Horizonte, Brasil                          | Brasil           | 4–0       | 7–1     | World Cup 2014              |
| 8.  | 14 tháng 10 năm 2014 | Arena AufSchalke, Gelsenkirchen, Đức                      | Cộng hòa Ireland | 1–0       | 1–1     | Vòng loại Euro 2016         |
| 9.  | 18 tháng 11 năm 2014 | Balaídos, Vigo, Tây Ban Nha                               | Tây Ban Nha      | 1–0       | 1–0     | Giao hữu                    |
| 10. | 26 tháng 3 năm 2016  | Sân vận động Olympic, Berlin, Đức                         | Anh              | 1–0       | 2–3     | Giao hữu                    |
| 11. | 29 tháng 3 năm 2016  | Allianz Arena, München, Đức                               | Ý                | 1–0       | 4–1     | Giao hữu                    |
| 12. | 8 tháng 10 năm 2016  | Volksparkstadion, Hamburg, Đức                            | Séc              | 2–0       | 3–0     | Vòng loại World Cup 2018    |
| 13. | 23 tháng 6 năm 2018  | Sân vận động Olympic Fisht, Sochi, Nga                    | Thụy Điển        | 2–1       | 2–1     | World Cup 2018              |
| 14. | 16 tháng 10 năm 2018 | Stade de France, Saint-Denis, Pháp                        | Pháp             | 1–0       | 1–2     | UEFA Nations League 2018–19 |
| 15. | 6 tháng 9 năm 2019   | Volksparkstadion, Hamburg, Đức                            | Hà Lan           | 2–2       | 2–4     | Vòng loại Euro 2020         |
| 16. | 15 tháng 11 năm 2019 | Borussia-Park, Mönchengladbach, Đức                       | Belarus          | 3–0       | 4–0     | Vòng loại Euro 2020         |
| 17. | 15 tháng 11 năm 2019 | Borussia-Park, Mönchengladbach, Đức                       | Belarus          | 4–0       | 4–0     | Vòng loại Euro 2020         |

## Danh hiệu

### Câu lạc bộ
Bayern München 
- Bundesliga: 2007–08, 2012–13, 2013–14
- DFB-Pokal: 2007–08, 2012–13, 2013–14
- DFL-Supercup: 2012
- UEFA Champions League: 2012–13
- UEFA Super Cup: 2013
- FIFA Club World Cup: 2013

Real Madrid 
- La Liga: 2016–17, 2019–20, 2021–22[28], 2023–24[29]
- Copa del Rey: 2022–23[30]
- Supercopa de España: 2017, 2019–20, 2021–22,[31] 2023–24[32]
- UEFA Champions League: 2015–16, 2016–17, 2017–18, 2021–22,[33] 2023–24
- UEFA Super Cup: 2014, 2016, 2017, 2022[34]
- FIFA Club World Cup: 2014, 2016, 2017, 2018, 2022[35]

### Quốc tế
- FIFA World Cup: 2014[36] hạng ba: 2010[37]

### Cá nhân
- Cầu thủ vàng Giải vô địch bóng đá U-17 châu Âu: 2006[38]
- Vua phá lưới Giải vô địch bóng đá U-17 châu Âu : 2007[39]
- Quả bóng vàng FIFA U-17 World Cup : 2007[40]
- Chiếc giày đồng FIFA U-17 World Cup: 2007[40]
- Fritz-Walter-Medal U18 Gold Medal: 2008[41]
- Đội hình Bundesliga xuất sắc mùa giải của kicker : 2009–10, 2011–12, 2013-14[cần dẫn nguồn]
- Đội hình của mùa giải UEFA Champions League: 2013–14, 2014–15, 2015–16, 2016–17, 2017–18[42][43][44][45]
- FIFA FIFPro World11: 2014 ,2016, 2017[46][47][48]
- Đội hình xuất sắc năm của UEFA : 2014, 2016,[49] 2017[50]
- Cầu thủ kiến tạo xuất sắc nhất năm của IFFHS : 2014[51]
- Đội hình toàn sao FIFA World Cup: 2014[52]
- Đội hình trong mơ FIFA World Cup: 2014[53]
- Silbernes Lorbeerblatt: 2014[54]
- Cầu thủ Đức xuất sắc nhất năm : 2014[55]
- Đội hình xuất sắc nhất UEFA Euro: 2016[56]
- Đội hình La Liga xuất sắc nhất năm của UEFA : 2016–17,[57] 2019–20[58]
- Đội hình UEFA xuất sắc nhất thập kỷ của IFFHS: 2011–2020[59]
- Cầu thủ Đức xuất sắc nhất năm: 2018[60]
- Vận động viên Đức xuất sắc nhất năm của GQ : 2019[61]